# Yashima Gakutei
Yashima Gakutei est un poète et peintre japonais. Il est né en 1786 (?) et mort en 1868.
Yashima Gakutei a traduit en japonais le roman chinois La Pérégrination vers l'Ouest, qu'il a aussi illustré.

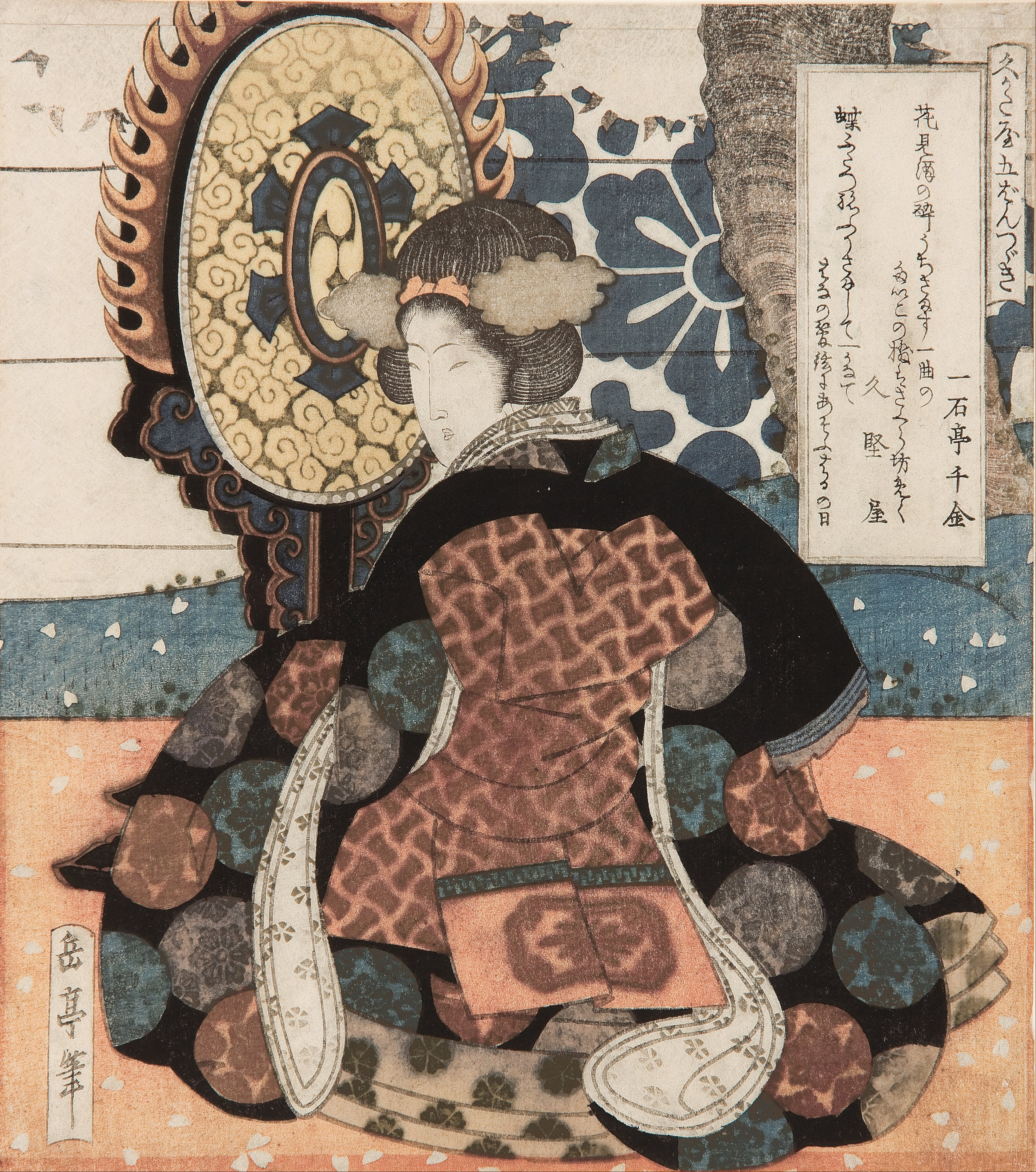
Joueuse de tsuri-daiko, vers 1827.
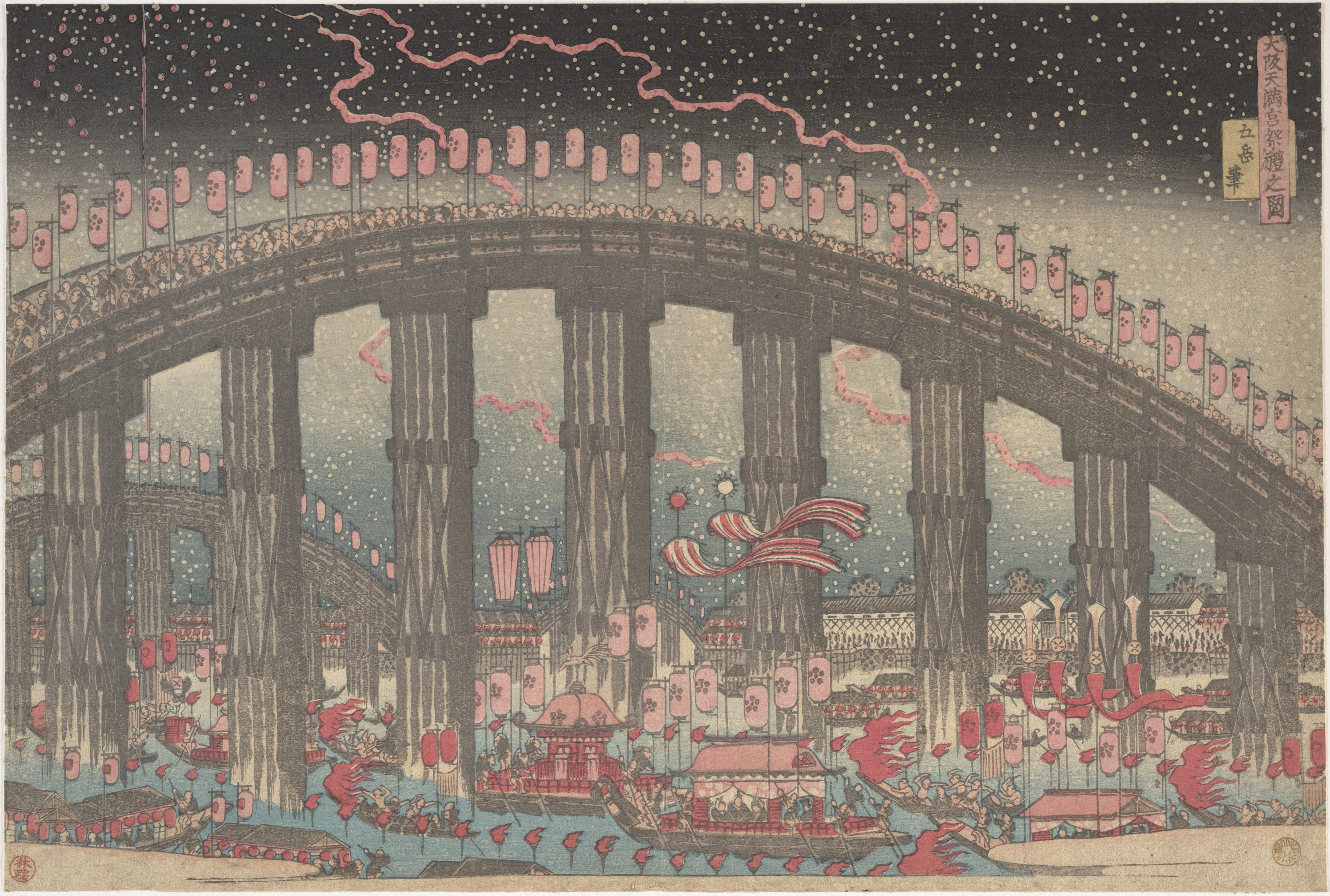
Tenjin matsuri, 1834.